# محطة الشاطئ

تعديل مصدري - تعديل

محطة الشاطئ هي إحدى قرى عزلة جعار بمديرية خنفر التابعة لمحافظة أبين، بلغ تعداد سكانها 44 نسمة حسب تعداد اليمن لعام 2004.